# Альбиак, Анн-Мари
Анн-Мари Альбиак (фр. Anne-Marie Albiach; 9 августа 1937, Сен-Назер — 4 ноября 2012) — французская поэтесса и переводчик.

## Биография
Дебютировала в 1967 году в журнале Siècle à mains, который основала и издавала вместе с Клодом Руайе-Журну. Переводила стихи Луиса Зукофски.
Умерла 4 ноября 2012 года вследствие продолжительной болезни.

## Творчество
Поэтическое наследие Альбиак невелико, но весьма авторитетно, причем не только во Франции, но и в США, где о ней писали Кейт Уолдроп, Пол Остер, Майкл Палмер, Чарльз Бернштейн, Джеффри О’Брайен, Алан Дэвис, Гейл Нельсон и др. Её стихи переведены на английский и другие языки, они привлекают внимание композиторов (Жан-Паскаль Шень и др.). На русский язык Альбиак переводил Кирилл Корчагин.

## Книги
- Flammigère, Siècle à mains, 1967 (переизд.: Al Dante, 2006)
- État, Mercure de France, 1971 (переизд.: 1988)
- H II : linéraires, Le Collet de Buffle, 1974
- Césure : le corps, Orange Export Ltd, 1975
- Objet, Orange Export, 1976
- Mezza Voce, Flammarion, 1984 (переизд.: Fourbis, 1991; Flammarion, 2002)
- Figure vocative, Lettres de Casse, 1985. (переизд.: Al Dante, 2006.)
- Le chemin de l’ermitage, Première Saline, 1986.
- Travail vertical et blanc, Spectres familiers, 1989
- Figurations de l’image, Flammarion, 2004
- L’excès : cette mesure, Galerie Yvon Lambert, 2004
- L’exact réel, 2006 (беседы с Жаном Дэвом)